# グルタミン酸ナトリウム
グルタミン酸ナトリウム（グルタミンさんナトリウム、monosodium glutamate、MSG）は、構造式が HOOC(CH2)2CH(NH2)COONa で表されるグルタミン酸のナトリウム塩である。グルタミン酸ソーダ、グル曹とも呼ばれる。
アミノ基が手前側に出ているL体は調味料として多用される。歴史的な名称は化学調味料だったが、その後うま味調味料と表記されている。
グルタミン酸ナトリウムを利用した調味料で有名なものとしては、うま味調味料の味の素がある。なお日本では、食料品においてグルタミン酸ナトリウムは、食品添加物表示では「調味料（アミノ酸等）」と表記される。

## 製法
食用グルタミン酸ナトリウム生産の先駆けである味の素は、当初小麦のグルテンを加水分解することによって生産していたが、製造費用が非常に高くつくため、石油由来成分（アクリロニトリルなど）による化学合成に替わった。
しかし1950年代中盤になり、協和醱酵工業（現・協和キリン）の田中勝宣、中山清、木下祝郎、鵜高重三らにより、グルタミン酸生産菌 Corynebacterium glutamicumが発見され、これに廃糖蜜（サトウキビから砂糖を搾り取った残滓）などをエネルギー源として与え、発酵によりグルタミン酸を得る手法が開発された。費用面において優れていることから、グルタミン酸生産菌による発酵法に転換している。
発酵過程でグルタミン酸生産菌のグルタミン酸生産を活性化（グルタミン酸生合成系の活性化、細胞壁・細胞膜の透過性の亢進など）するため、培養液中のビオチン濃度を制限してビオチン酵素（アセチルCoAカルボキシラーゼなど）を阻害するほか、窒素源（硫酸アンモニウムなど）、抗生物質（ペニシリン、セルレニン）、界面活性剤（Tween 40）、発泡を調整する薬剤などの添加剤が加えられる。
なお、発酵法で得られるのはグルタミン酸であるので、実際にはこれに水酸化ナトリウムを作用させてナトリウム塩にすることによって、グルタミン酸ナトリウムを得ている。

## 安全性
1969年には、マウスおよびラットによる実験で幼体への視床下部などへの悪影響が指摘され、JECFA（国際連合食糧農業機関 (FAO) と世界保健機関 (WHO) の合同食品添加物専門家会議）は1974年に一日摂取許容量 (ADI) を120 mg/kg/day以下と定める。その後、1987年第31回会議で、JECFAはグルタミン酸ナトリウムの一日摂取許容量を「not specified(指定なし)」とし以後値を定めていない。
アメリカ食品医薬品局も、グルタミン酸ナトリウムをGRAS (Generally Recognized As Safe) として、食酢や食塩と同じ安全性のカテゴリに置き、その根拠としてFDAが調査を依頼した米国実験生物学会連合 (FASEB) の「3 g以上の摂取をした人のうち頭痛などの軽い症状を起こしたものがあるが、一食当りの典型的なMSGの使用量は0.5 g以下である」との報告を出している。
欧州食品安全機関（EFSA）は2017年、ラットにおけるグルタミン酸とその塩の無毒性量（NOAEL）が 3,200 mg/kg bw/day だという実験結果をもとに、ヒトの一日摂取許容量（ADI）を30 mg/kg bw/dayとする意見書をまとめた。
2024年7月2日、ハーバード大学医学部は、グルタミン酸ナトリウムそのものが人体に悪影響を及ぼす可能性は低いと改めて発表した。東京都保健医療局は「通常の食品添加物と同様に安全性が確認されていますので、調味料として通常の量を使用する場合は健康への影響を心配する必要はありません」としている。

## 危険論

### 中華料理店症候群と呼ばれる症状
1968年に、中華料理を食べた人が、頭痛、歯痛、顔面の紅潮、頸部や腕の痺れ、疲労感、動悸の症状を訴えた「中華料理店症候群 (Chinese Restaurant Syndrome)」について、医学雑誌であるNEJMのコラムに掲載された。 このコラムでは、症状の原因がグルタミン酸ナトリウムが原因であるとしていたが、1971年のグルタミン酸ナトリウムを投与する二重盲検法と、1973年の二重盲検試験に関する臨床試験では再現性が確認されなかった。また、1993年と2000年に掲載された科学論文で、二重盲検法によるプラセボを対照としたグルタミン酸ナトリウムの大量摂取試験では、中華料理店症候群は発生しなかった。以上のことから、現在では中華料理症候群は、学術的には否定されている。

アメリカにおける「中華料理店症候群」の発表による影響は大きく、現在でもアメリカ国内では食べ物や料理に「no-MSG」というグルタミン酸ナトリウムを使用していない表記が明記されているものもある。また、「中華料理店症候群」が発表され、影響が広まった背景には、1960年代のアメリカ国内で農薬や化学肥料を使用する農業や食品添加物に対する反対運動、東アジア人に対する人種・文化的偏見・差別意識など複合的な要因があったと考えられている。
なお日本では、1972年に味付昆布にグルタミン酸ナトリウムを「増量剤」として使用し、頭痛、上半身感覚異常等が見られた。問題の商品には、製品の25.92 - 43.60%のグルタミン酸ナトリウムが検出され「調味料としての一般的な使用」とは程遠いものであった。

### その他
2002年に発表された弘前大学の大黒らの報告によると、グルタミン酸ナトリウムを過剰摂取（摂取食事量の10%あるいは20%のグルタミン酸ナトリウムを1 - 6か月投与）させたラットのガラス体と網膜神経節細胞には、グルタミン酸ナトリウムの蓄積がみられ、機械的ストレスを受ける細胞の部位に見出されることが多いグリア線維性酸性タンパク質の発現増加と、通常の餌を与えたラットに比べて網膜ニューロン層の厚さが著しく薄くなっていることが確認された。大黒らは、このことがグルタミン酸ナトリウムが欧米に比べて広く使われているアジアで緑内障が多い原因のひとつではないかと述べている。ただし、この実験は食事量の10%または20%と通常の食生活においては過剰摂取と考えられる特殊な条件下で行われたことに留意したい。この報告に対し、国際グルタミン酸塩情報サービス（IGIS）は、グルタミン酸ナトリウムの安全性に関する科学的証拠を無視したものであるとの反論を出した。
グルタミン酸ナトリウムの性質として、味覚から過剰摂取を感知できないという問題がある。通常、食塩や醤油などの調味料は、投入過剰状態になると「辛すぎる」状態となり、食べることができないが、グルタミン酸ナトリウムは、ある程度の分量を超えると、味覚の感受性が飽和状態になり、同じような味に感じるため、食べすぎに気づきにくく、また飲食店も過剰投入してしまいがちであり、調味料としての一般的な使用では考えられない分量のグルタミン酸ナトリウムを摂取してしまう場合もある。